# Aušra Bimbaitė
Aušra Bimbaitė (Rokiškis, 10 oktober 1982) is een voormalig basketbalspeelster die uitkwam voor het nationale basketbalteam van Litouwen.

## Carrière
Bimbaitė begon haar loopbaan in 2000 bij Lintel Vilnius. In 2001 ging ze spelen voor TEO Vilnius. Met TEO werd ze vijf keer landskampioen van Litouwen in 2002, 2003, 2004, 2005 en 2006. In 2009 verhuisde ze naar Dinamo Koersk in Rusland. Na één seizoen keerde ze terug naar VIČI-Aistės Kaunas. In 2011 keerde ze terug bij Dinamo Koersk. Met Dinamo won ze de EuroCup Women door in de finale Kayseri Kaski SK uit Turkije over twee wedstrijden te verslaan. De eerste wedstrijd verloor Dinamo met 55-69 en de tweede wedstrijd won Dinamo met 75-52. In 2013 sloot ze haar carrière af bij Orzel Polkowice in Polen.
Bimbaitė speelde met Litouwen op het wereldkampioenschap in 2006. In 2001, 2005, 2009 en 2011 speelde ze met Litouwen op het Europees kampioenschap.

## Erelijst
- Landskampioen Litouwen: 5
  - Winnaar: 2002, 2003, 2004, 2005, 2006
- Baltic liga: 5
  - Winnaar: 2002, 2003, 2004, 2005, 2006
- EuroCup Women: 1
  - Winnaar: 2012